# Ngựa Tolfetano
Ngựa Tolfetano hoặc Cavallo Tolfetano là một giống ngựa từ phần đất phía bắc của vùng Lazio của Ý. Nó là giống bản địa của dãy đồi Monti della Tolfa nằm trong Maremma Laziale, và tên giống này được đặt theo tên của vùng đất trên. Địa hình khắc nghiệt và nguồn lực hạn chế của khu vực được cho là đã góp phần vào tính chất bền bỉ và tiết kiệm của giống ngựa này.
Tolfetano là một trong mười lăm con ngựa bản xứ "giống phân bố hạn chế" được công nhận bởi Hiệp hội các nhà lai tạo người Ý, AIA. Vào cuối năm 2008, nó đã có mặt tại 15 tỉnh của Ý, với tổng cá thể đăng ký là 1085.